# Larry Manetti
Lawrence Francis Manetti (ur. 23 lipca 1947 w Chicago) – amerykański aktor, występował w roli Orville’a Wilbura Richarda „Ricka” Wrighta z serialu CBS Magnum.

## Kariera
Aktorstwo studiował z Ted List Players w Chicago. Karierę rozpoczynał na początku lat 70., gdy dostał rolę młodego detektywa w serialu Chase. Następnie razem ze swoim przyrodnim bratem Robertem Conradem wystąpił w pilotowym odcinku programu Baa Baa Black Sheep. Od tego czasu zaczął gościnnie pojawiać się w wielu serialach, takich jak: Ulice San Francisco, Fantasy Island, czy Battlestar Galactica. Ale dopiero rola Ricka Wrighta z serialu Magnum, przyniosła mu ogromną sławę i popularność. Przez osiem lat, kiedy powstawał serial, zdobył rzesze fanów i wielbicieli. Później wystąpił jeszcze w wielu filmach (Bandzior, Bandzior!, Pęd ku zagładzie) i serialach (Renegat, Strażnik Teksasu, JAG), ale w żadnym nie powtórzył sukcesu Magnuma. Obecnie występuje gościnnie (choć rzadko) w różnych telewizyjnych produkcjach.
Jest autorem częściowo autobiograficznej książki pt. Aloha Magnum, wydanej w 1999 r. w której opisuje anegdoty z planu, wspomina kolegów i członków ekipy z serialu Magnum.

## Życie prywatne
19 lutego 1980 ożenił się z aktorką Nancy DeCarl. 29 listopada 1980 przyszedł na świat ich syn, Lorenzo.

## Filmografia

### Filmy
- 1975: Sudden Death
- 1990: Łup jako Barry Shaw
- 1980: Tenspeed and Brown Shoe jako Chip Vincent
- 1993: Język smoka jako Lengle
- 1994: Bandzior, Bandzior! jako Currier
- 1994: Cel: Alexa 2 jako Radcliffe
- 1995: Crowfoot jako Angel
- 1996: Pranie mózgów jako Larry Bonner
- 1996: Exit jako Haney
- 1998: Napiętnowane miasto jako Paul
- 1998: Fatal Pursuit jako Gersi
- 1999: Bez przyszłości jako Lewis
- 1999: Pęd ku zagładzie jako Thomas Grady
- 1999: Maksymalny wyrok jako Billy
- 2000: Zastępstwo jako agent Harris
- 2003: Producenci potworów jako Spatz Lonegan
- 2005: Powrót jako Nelson
- 2005: Złodzieje z klasą jako detektyw Ed O’Connor

### Seriale
- 1974: Ulice San Francisco jako Johnny Brennan
- 1974: Chase
- 1974: Barnaby Jones jako Joe Scully
- 1975: Starsky i Hutch jako Stan
- 1976: Ulice San Francisco jako Larry Walsh
- 1978: Battlestar Galactica jako Giles
- 1979: Prywatny detektyw Jim Rockford (The Rockford Files) jako Larry St. Cloud
- 1980–1988: Magnum jako Orville ‘Rick’ Wright
- 1982: Fantastyczna wyspa (Fantasy Island) jako Marty Downs
- 1984: Hotel jako Owen Lloyd
- 1986: Opowieści z ciemnej strony (Tales from the Darkside) jako Junior Harmon / Henry Hogan
- 1992: Raven jako Tony Piero
- 1993: Renegat jako Jackie Rosetti
- 1993: Strażnik Teksasu jako Hendrix
- 1993: Zagubiony w czasie (Quantum Leap) jako Vic
- 1993: Street Justice jako Doc Nash
- 1994: Renegat jako Timothy Macy
- 1994: Cobra jako Nick Collotie
- 1996: Renegat jako pan King
- 1997: JAG – Wojskowe Biuro Śledcze jako Andy Kochifo
- 1999: JAG – Wojskowe Biuro Śledcze jako Harvey Bandini
- 1999–2000: Strażnik Teksasu jako Shelby
- 2004: JAG – Wojskowe Biuro Śledcze jako Stan Nadelman
- 2013–2016: Hawaii Five-0 jako Nicky 'The Kid' Demarco
- 2019: Magnum: Detektyw z Hawajów jako Nicky 'The Kid' DeMarco